# Qualificazioni al campionato europeo maschile under 21 di calcio 2000

La formazione dell'Italia scesa in campo nel vittorioso play-off di ritorno contro la Francia, il 17 novembre 1999 a Taranto, che qualificò gli Azzurrini alla fase finale.

## Gruppi di qualificazione
| Squadre | Squadre     | P | V | N | P | F  | S  | Pt |
| ------- | ----------- | - | - | - | - | -- | -- | -- |
| 1       | Italia      | 8 | 7 | 1 | 0 | 20 | 7  | 22 |
| 2       | Svizzera    | 8 | 4 | 2 | 2 | 8  | 4  | 14 |
| 3       | Danimarca   | 8 | 3 | 1 | 4 | 11 | 13 | 10 |
| 4       | Bielorussia | 8 | 2 | 1 | 5 | 5  | 12 | 7  |
| 5       | Galles      | 8 | 0 | 3 | 5 | 6  | 14 | 3  |

| - Bielorussia 0-2 Danimarca - Galles 1-2 Italia - Danimarca 2-2 Galles - Italia 1-0 Svizzera - Svizzera 2-0 Danimarca - Galles 0-0 Bielorussia - Danimarca 1-2 Italia - Svizzera 1-0 Galles - Italia 4-1 Bielorussia - Danimarca 2-0 Bielorussia | - Italia 6-2 Galles - Galles 1-2 Danimarca - Svizzera 0-0 Italia - Bielorussia 1-0 Svizzera - Bielorussia 1-0 Galles - Danimarca 1-3 Svizzera - Svizzera 2-1 Bielorussia - Italia 3-1 Danimarca - Bielorussia 1-2 Italia - Galles 0-0 Svizzera |

| Squadre | Squadre  | P  | V | N | P | F  | S  | Pt |
| ------- | -------- | -- | - | - | - | -- | -- | -- |
| 1       | Grecia   | 10 | 7 | 2 | 1 | 32 | 10 | 23 |
| 2       | Norvegia | 10 | 7 | 1 | 2 | 21 | 8  | 22 |
| 3       | Georgia  | 10 | 2 | 5 | 3 | 11 | 13 | 11 |
| 4       | Lettonia | 10 | 2 | 3 | 5 | 8  | 19 | 9  |
| 5       | Slovenia | 10 | 1 | 5 | 4 | 10 | 19 | 8  |
| 6       | Albania  | 10 | 1 | 4 | 5 | 8  | 21 | 7  |

| - Georgia 0-1 Albania - Norvegia 2-0 Lettonia - Grecia 2-2 Slovenia - Lettonia 1-2 Georgia - Slovenia 1-3 Norvegia - Grecia 3-2 Georgia - Norvegia 4-1 Albania - Slovenia 0-1 Lettonia - Albania 0-5 Grecia - Grecia 2-1 Norvegia - Georgia 0-0 Slovenia - Lettonia 0-2 Grecia - Lettonia 0-0 Albania - Georgia 0-3 Norvegia - Norvegia 0-0 Georgia | - Albania 1-2 Norvegia - Georgia 1-1 Grecia - Lettonia 1-1 Slovenia - Grecia 6-0 Lettonia - Albania 1-1 Slovenia - Slovenia 3-1 Albania - Norvegia 2-1 Grecia - Albania 1-1 Lettonia - Slovenia 2-2 Georgia - Georgia 4-2 Lettonia - Norvegia 3-0 Slovenia - Grecia 5-2 Albania - Albania 0-0 Georgia - Lettonia 2-1 Norvegia - Slovenia 0-5 Grecia |

| Squadre | Squadre          | P | V | N | P | F  | S  | Pt |
| ------- | ---------------- | - | - | - | - | -- | -- | -- |
| 1       | Turchia          | 8 | 4 | 4 | 0 | 11 | 4  | 16 |
| 2       | Germania         | 8 | 4 | 1 | 3 | 9  | 7  | 13 |
| 3       | Finlandia        | 8 | 3 | 4 | 1 | 9  | 7  | 13 |
| 4       | Irlanda del Nord | 8 | 1 | 3 | 4 | 5  | 9  | 6  |
| 5       | Moldavia         | 8 | 0 | 4 | 4 | 3  | 10 | 4  |

| - Finlandia 1-0 Moldavia - Turchia 2-0 N. Irlanda - Turchia 2-0 Germania - Irlanda del Nord 1-1 Finlandia - Moldavia 0-2 Germania - Turchia 1-1 Finlandia - Irlanda del Nord 1-1 Moldavia - Irlanda del Nord 1-0 Germania - Turchia 2-0 Moldavia - Germania 2-0 Finlandia | - Moldavia 0-0 N. Irlanda - Germania 2-0 Moldavia - Finlandia 0-0 Turchia - Moldavia 1-1 Finlandia - Finlandia 3-1 Germania - Irlanda del Nord 1-2 Turchia - Germania 1-0 Irlanda del Nord - Moldavia 1-1 Turchia - Finlandia 2-1 Irlanda del Nord - Germania 1-1 Turchia |

| Squadre | Squadre | P | V | N | P | F  | S  | Pt |
| ------- | ------- | - | - | - | - | -- | -- | -- |
| 1       | Francia | 8 | 6 | 1 | 1 | 18 | 4  | 19 |
| 2       | Russia  | 8 | 6 | 0 | 2 | 17 | 5  | 18 |
| 3       | Ucraina | 8 | 3 | 2 | 3 | 16 | 12 | 11 |
| 4       | Islanda | 8 | 2 | 0 | 6 | 9  | 18 | 6  |
| 5       | Armenia | 8 | 1 | 1 | 6 | 6  | 27 | 4  |

| - Ucraina 1-0 Russia - Islanda 0-2 Francia - Armenia 3-1 Islanda - Russia 2-1 Francia - Ucraina 8-0 Armenia - Islanda 1-2 Russia - Francia 4-0 Ucraina - Armenia 0-2 Russia - Ucraina 5-1 Islanda - Francia 3-1 Armenia | - Francia 2-0 Russia - Islanda 2-0 Armenia - Armenia 1-1 Ucraina - Russia 3-0 Islanda - Ucraina 0-0 Francia - Russia 6-0 Armenia - Islanda 4-1 Ucraina - Armenia 1-4 Francia - Russia 2-0 Ucraina - Francia 2-0 Islanda |

| Squadre | Squadre     | P | V | N | P | F  | S  | Pt |
| ------- | ----------- | - | - | - | - | -- | -- | -- |
| 1       | Inghilterra | 8 | 7 | 0 | 1 | 23 | 3  | 21 |
| 2       | Polonia     | 8 | 5 | 2 | 1 | 21 | 12 | 17 |
| 3       | Bulgaria    | 8 | 4 | 2 | 2 | 17 | 9  | 14 |
| 4       | Svezia      | 8 | 2 | 0 | 6 | 7  | 15 | 6  |
| 5       | Lussemburgo | 8 | 0 | 0 | 8 | 0  | 29 | 0  |

| - Svezia 0-2 Inghilterra - Bulgaria 2-2 Polonia - Polonia 5-0 Lussemburgo - Inghilterra 1-0 Bulgaria - Bulgaria 2-1 Svezia - Lussemburgo 0-5 Inghilterra - Inghilterra 5-0 Polonia - Svezia 3-0 Lussemburgo - Lussemburgo 0-3 Bulgaria - Polonia 2-0 Svezia | - Inghilterra 3-0 Svezia - Polonia 3-3 Bulgaria - Bulgaria 0-1 Inghilterra - Lussemburgo 0-4 Polonia - Inghilterra 5-0 Lussemburgo - Svezia 1-4 Bulgaria - Lussemburgo 0-1 Svezia - Polonia 3-1 Inghilterra - Svezia 1-2 Polonia - Bulgaria 3-0 Lussemburgo |

| Squadre | Squadre     | P | V | N | P | F  | S  | Pt |
| ------- | ----------- | - | - | - | - | -- | -- | -- |
| 1       | Spagna      | 8 | 7 | 1 | 0 | 21 | 5  | 22 |
| 2       | Paesi Bassi | 8 | 6 | 0 | 2 | 17 | 8  | 18 |
| 3       | Israele     | 8 | 2 | 2 | 4 | 6  | 13 | 8  |
| 4       | Cipro       | 8 | 1 | 3 | 4 | 7  | 18 | 6  |
| 5       | Austria     | 8 | 1 | 0 | 7 | 8  | 15 | 3  |

| - Austria 0-1 Israele - Cipro 1-3 Spagna - Cipro 2-1 Austria - Paesi Bassi 3-0 Israele - Israele 0-4 Spagna - Paesi Bassi 3-2 Austria - Cipro 0-3 Paesi Bassi - Spagna 4-0 Austria - Israele 1-1 Cipro - Paesi Bassi 0-1 Spagna | - Austria 0-1 Paesi Bassi - Spagna 4-1 Paesi Bassi - Israele 2-1 Austria - Paesi Bassi 5-1 Cipro - Austria 1-2 Spagna - Cipro 1-1 Israele - Israele 0-1 Paesi Bassi - Spagna 1-1 Cipro - Austria 3-0 Cipro - Spagna 2-1 Israele |

| Squadre | Squadre     | P | V | N | P | F  | S  | Pt |
| ------- | ----------- | - | - | - | - | -- | -- | -- |
| 1       | Slovacchia  | 8 | 5 | 2 | 1 | 12 | 6  | 17 |
| 2       | Portogallo  | 8 | 5 | 2 | 1 | 17 | 6  | 17 |
| 3       | Romania     | 8 | 3 | 3 | 2 | 10 | 8  | 12 |
| 4       | Ungheria    | 8 | 2 | 0 | 6 | 12 | 16 | 6  |
| 5       | Azerbaigian | 8 | 1 | 1 | 6 | 5  | 20 | 4  |

| - Slovacchia 2-1 Azerbaigian - Ungheria 0-3 Portogallo - Azerbaigian 2-1 Ungheria - Portogallo 1-1 Romania - Slovacchia 1-0 Portogallo - Ungheria 1-2 Romania - Portogallo 5-0 Azerbaigian - Romania 0-1 Slovacchia - Azerbaigian 0-2 Romania - Slovacchia 4-1 Ungheria | - Portogallo 1-1 Slovacchia - Romania 2-1 Ungheria - Ungheria 3-0 Slovacchia - Romania 1-1 Azerbaigian - Azerbaigian 0-2 Portogallo - Slovacchia 0-0 Romania - Ungheria 4-1 Azerbaigian - Romania 2-3 Portogallo - Azerbaigian 0-3 Slovacchia - Portogallo 2-1 Ungheria |

| Squadre | Squadre    | P | V | N | P | F  | S  | Pt |
| ------- | ---------- | - | - | - | - | -- | -- | -- |
| 1       | Croazia    | 8 | 6 | 2 | 0 | 25 | 7  | 20 |
| 2       | Jugoslavia | 8 | 5 | 2 | 1 | 29 | 10 | 17 |
| 3       | Irlanda    | 8 | 4 | 2 | 2 | 13 | 12 | 14 |
| 4       | Malta      | 8 | 1 | 0 | 7 | 8  | 23 | 3  |
| 5       | Macedonia  | 8 | 1 | 0 | 7 | 2  | 25 | 3  |

| - Irlanda 2-2 Croazia - Macedonia 1-0 Malta - Malta 0-3 Croatia - Irlanda 2-1 Malta - Croazia 4-0 R.Macedonia - Malta 5-1 R. Macedonia - Jugoslavia 1-1 Irlanda - Malta 1-5 Jugoslavia - Macedonia 0-2 Croazia - Irlanda 0-0* Macedonia | - Jugoslavia 7-0 Malta - Jugoslavia 2-6 Croazia - Croazia 1-0 Malta - Irlanda 0-2 Jugoslavia - Croazia 5-1 Irlanda - Jugoslavia 2-0 Macedonia - Macedonia 0-8 Jugoslavia - Malta 1-3 Irlanda - Croazia 2-2 Jugoslavia - Macedonia 0-1 Irlanda |

| Squadre | Squadre              | P  | V | N | P  | F  | S  | Pt |
| ------- | -------------------- | -- | - | - | -- | -- | -- | -- |
| 1       | Belgio               | 10 | 8 | 1 | 1  | 31 | 9  | 25 |
| 2       | Rep. Ceca            | 10 | 8 | 1 | 1  | 17 | 5  | 25 |
| 3       | Lituania             | 10 | 5 | 1 | 4  | 14 | 10 | 16 |
| 4       | Scozia               | 10 | 4 | 2 | 4  | 18 | 12 | 14 |
| 5       | Bosnia ed Erzegovina | 10 | 2 | 1 | 7  | 11 | 24 | 7  |
| 6       | Estonia              | 10 | 0 | 0 | 10 | 4  | 35 | 0  |

| - Lithuania 0-0 Scozia - Bosnia-Erzegovina 3-2 Estonia - Belgio 0-2 Repubblica Ceca - Lituania 0-1 Belgio - Bosnia-Erzegovina 0-0 Repubblica Ceca - Scozia 2-0 Estonia - Lituania 4-0 Bosnia-Erzegovina - Repubblica Ceca 3-0 Estonia - Belgio 2-0 Scozia - Scozia 2-2 Belgio - Repubblica Ceca 1-0 Lituania - Lituania 4-1 Estonia - Scozia 0-1 Repubblica Ceca - Belgio 4-0 Bosnia-Erzegovina - Bosnia-Erzegovina 1-2 Lituania | - Estonia 0-3 Repubblica Ceca - Repubblica Ceca 3-2 Scozia - Estonia 0-2 Lituania - Estonia 1-7 Belgio - Belgio 5-0 Estonia - Lituania 0-2 Repubblica Ceca - Bosnia-Erzegovina 2-5 Scozia - Belgio 3-0 Lituania - Repubblica Ceca 1-0 Bosnia-Erzegovina - Estonia 0-4 Scozia - Bosnia-Erzegovina 3-4 Belgio - Scozia 2-0 Bosnia-Erzegovina - Repubblica Ceca 1-3 Belgio - Estonia 0-2 Bosnia-Erzegovina - Scozia 1-2 Lituania |

| Squadre | Squadre     | P | V | N | P | F  | S  | Pt |
| ------- | ----------- | - | - | - | - | -- | -- | -- |
| 1       | Rep. Ceca   | 6 | 5 | 0 | 1 | 10 | 5  | 15 |
| 2       | Paesi Bassi | 6 | 4 | 0 | 2 | 13 | 6  | 12 |
| 3       | Russia      | 6 | 4 | 0 | 2 | 9  | 5  | 12 |
| 4       | Jugoslavia  | 6 | 3 | 2 | 1 | 19 | 10 | 11 |
| 5       | Portogallo  | 6 | 3 | 2 | 1 | 10 | 6  | 11 |
| 6       | Polonia     | 6 | 3 | 2 | 1 | 12 | 12 | 11 |
| 7       | Norvegia    | 6 | 3 | 1 | 2 | 9  | 5  | 10 |
| 8       | Svizzera    | 6 | 3 | 1 | 2 | 7  | 4  | 10 |
| 9       | Germania    | 6 | 2 | 1 | 3 | 5  | 7  | 7  |

### Spareggi per l'accesso alla fase finale
Andata 12, 13 e 14 novembre, ritorno 16 e 17 novembre 1999.
| Squadra 1       | Totale      | Squadra 2  | Andata | Ritorno |
| --------------- | ----------- | ---------- | ------ | ------- |
| Portogallo      | 2 - 3       | Croazia    | 2 - 0  | 0 - 3   |
| Repubblica Ceca | 3 - 1       | Grecia     | 3 - 0  | 0 - 1   |
| Polonia         | 2 - 2 (gfc) | Turchia    | 2 - 1  | 0 - 1   |
| Paesi Bassi     | 4 - 2       | Belgio     | 2 - 2  | 0 - 2   |
| Norvegia        | 1 - 7       | Spagna     | 1 - 3  | 0 - 4   |
| Inghilterra     | 3 - 0       | Jugoslavia | 3 - 0  | -       |
| Russia          | 1 - 4       | Slovacchia | 0 - 1  | 1 - 3   |
| Francia         | 2 - 3       | Italia     | 1 - 1  | 1 - 2   |